# Lijst van rijksmonumenten in Erp

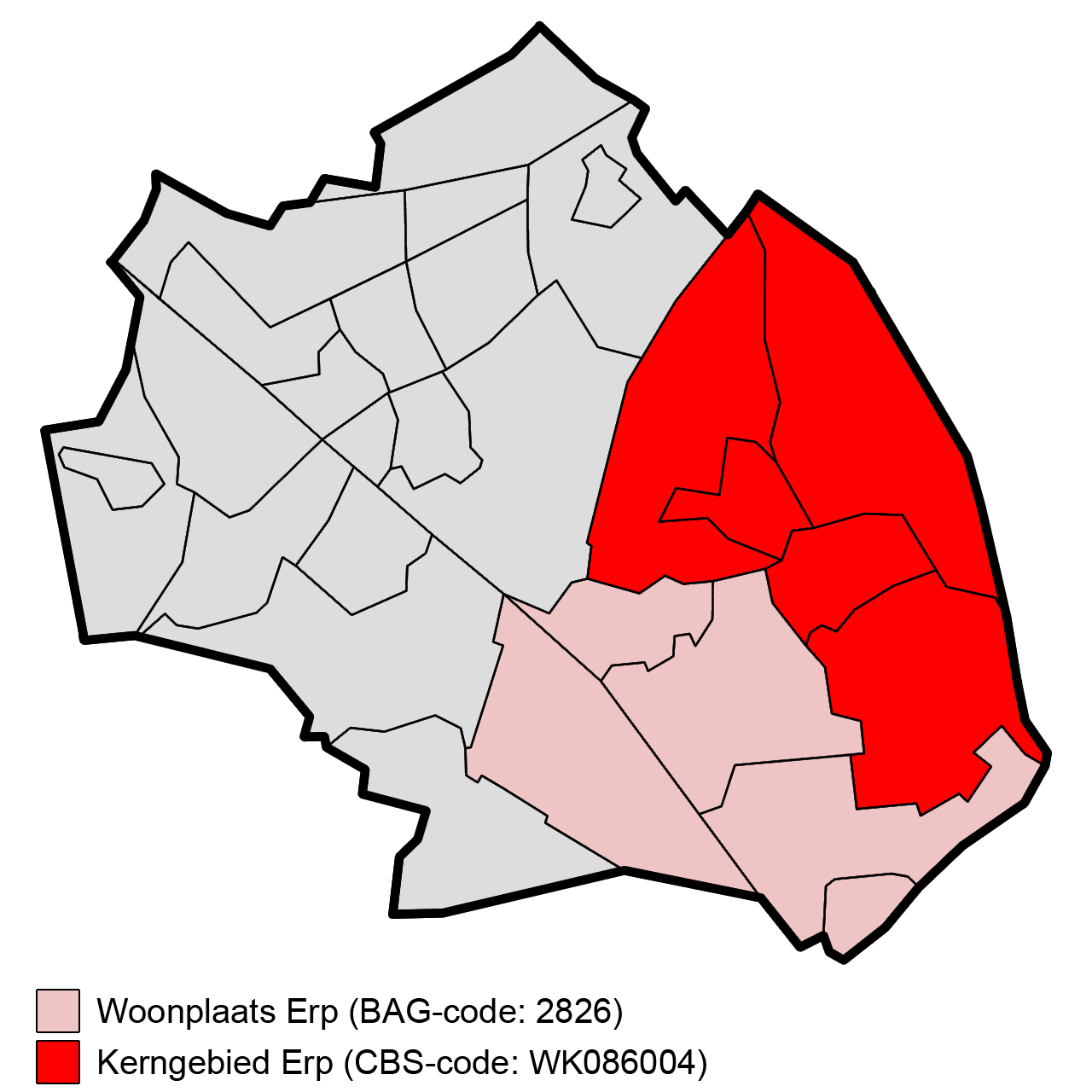
Erp (BAG-code:2826)

De woonplaats Erp telt 13 inschrijvingen in het rijksmonumentenregister. Hieronder een overzicht per kern.

## Erp
De kern Erp telt 12 inschrijvingen in het rijksmonumentenregister.
| Object                                                                                      | Oorspronkelijke functie?  | Bouwjaar                                                      | Architect           | Locatie           | Coördinaten?                  | Nr.?   | Afbeelding                                        |
| ------------------------------------------------------------------------------------------- | ------------------------- | ------------------------------------------------------------- | ------------------- | ----------------- | ----------------------------- | ------ | ------------------------------------------------- |
| R.K. St.Servatiuskerk                                                                       | Kerk en kerkonderdeel     | 1843-1844                                                     | Arnoldus van Veggel | Kerkstraat 1      | 51° 35' 60" NB, 5° 36' 25" OL | 15371  | Meer afbeeldingen                                 |
| Morsehoef                                                                                   | Boerderij                 | 18e eeuw                                                      |                     | Morschehoef 16    | 51° 36' 33" NB, 5° 36' 36" OL | 15372  | Meer afbeeldingen                                 |
| Voormalige raadhuis                                                                         | Bestuursgebouw en onderdl | 1791                                                          | Hendrik Verhees     | Hertog Janplein 9 | 51° 36' 2" NB, 5° 36' 21" OL  | 15373  | Meer afbeeldingen                                 |
| Terrein waarin overblijfselen van prehistorische begraving en terrein waarin een grafheuvel | Archeologisch monument    | IJzertijd (urnenveld) / Waarschijnlijk bronstijd (grafheuvel) |                     |                   | 51° 34' 56" NB, 5° 38' 52" OL | 45333  | Upload foto                                       |
| Terrein waarin overblijfselen van een nederzetting                                          | Archeologisch monument    | IJzertijd                                                     |                     |                   | 51° 35' 30" NB, 5° 36' 30" OL | 45334  | Upload foto                                       |
| Kortgevelboerderij                                                                          | Boerderij                 | 18e eeuw                                                      |                     | Voorbolst 5       | 51° 36' 19" NB, 5° 36' 3" OL  | 506277 | Kortgevelboerderij                                |
| Bakhuis, gesitueerd bij kortgevelboerderij                                                  | Boerderij                 | 1850-1900                                                     |                     | Voorbolst 5       | 51° 36' 19" NB, 5° 36' 3" OL  | 506456 | Bakhuis, gesitueerd bij kortgevelboerderij        |
| Complex Hezelstraat: woonhuis met bedrijfsruimten                                           | Woonhuis                  | ca. 1890                                                      |                     | Hezelstraat 23    | 51° 35' 48" NB, 5° 36' 39" OL | 521252 | Complex Hezelstraat: woonhuis met bedrijfsruimten |
| Complex Hezelstraat: vrijstaande kerverij                                                   | Industrie                 | 1922                                                          |                     | Hezelstraat 23    | 51° 35' 48" NB, 5° 36' 39" OL | 521253 | Complex Hezelstraat: vrijstaande kerverij         |
| Woonhuis met bedrijfsruimte                                                                 | Woonhuis                  | 1910                                                          |                     | Kerkstraat 31     | 51° 35' 52" NB, 5° 36' 34" OL | 521270 | Woonhuis met bedrijfsruimte                       |
| Boerderij met brouwerij "De Meibloem"                                                       | Boerderij                 | 1898                                                          |                     | Molentiend 2      | 51° 35' 47" NB, 5° 36' 49" OL | 521272 | Boerderij met brouwerij "De Meibloem"             |
| Boerderij in het buitengebied van Erp                                                       | Boerderij                 | 1850-1900                                                     |                     | Morschehoef 19    | 51° 36' 32" NB, 5° 36' 37" OL | 521273 | Boerderij in het buitengebied van Erp             |

## Keldonk
De kern Keldonk telt 1 inschrijving in het rijksmonumentenregister.
| Object                        | Oorspronkelijke functie? | Bouwjaar                 | Architect | Locatie          | Coördinaten?                 | Nr.?  | Afbeelding  |
| ----------------------------- | ------------------------ | ------------------------ | --------- | ---------------- | ---------------------------- | ----- | ----------- |
| Terrein waarin een grafheuvel | Archeologisch monument   | Waarschijnlijk bronstijd |           | Gerecht, 5469 KD | 51° 33' 47" NB, 5° 35' 3" OL | 45332 | Upload foto |